# België op het Eurovisiesongfestival 2010
België nam deel aan het Eurovisiesongfestival 2010 in Oslo, Noorwegen. Het was de 52ste deelname van het land op het Eurovisiesongfestival. Tom Dice werd intern gekozen om het land te vertegenwoordigen. Hij werd eerste in de eerste halve finale, en zesde in de finale. De VRT was verantwoordelijk voor de Belgische bijdrage voor de editie van 2010.

## Selectieprocedure
De VRT kondigde meteen na afloop van het Eurovisiesongfestival 2009 aan dat België in 2010 opnieuw zou deelnemen. De nationale omroep gaf te kennen te overwegen om veranderingen aan te brengen aan het immens populaire format Eurosong, waarmee de VRT haar kandidaat voor het festival tot dan toe altijd koos. In september liet de omroep weten Eurosong in 2010 niet te zullen organiseren. Op 25 november 2009 werd vrij onverwacht bekendgemaakt dat Tom Dice uit Eeklo naar voren werd geschoven door de VRT om België te vertegenwoordigen in Oslo. Dice was tot dan een vrij onbekende artiest. Hij was vooral bekend van zijn tweede plaats in X Factor 2008 op VTM. Dice mocht zelf zijn nummer schrijven, al dan niet in samenwerking met andere artiesten en producenten.
Op 7 maart 2010 werd het lied Me and my guitar voorgesteld aan het grote publiek tijdens een uur durende show op Eén: Eurosong 2010: een song voor Tom Dice!. De show werd gepresenteerd door Bart Peeters. Het nummer werd geschreven door Tom Dice, Jeroen Swinnen en Ashley Hickin.

## In Oslo
België trad aan in de eerste halve finale, op 25 mei 2010. Tom Dice was de tiende van zeventien deelnemers, en trad op na Polen en voor Malta. Bij het openen van de enveloppen met de landen die gekwalificeerd waren voor de finale, bleek dat België gekwalificeerd was. Het was voor het eerst in de geschiedenis dat België zich via de halve finale kon plaatsen voor de grote finale van het Eurovisiesongfestival. Na afloop van het festival raakte bekend dat Tom Dice zijn halve finale met vlag en wimpel had gewonnen. Hij haalde 167 punten, 34 meer dan Griekenland, dat tweede werd.
In de finale, op 29 mei 2010, trad Tom Dice als zevende aan, net na Bosnië en Herzegovina en voor Servië. Na drie stemrondes stond België op de eerste plaats. Het kon die positie twee rondes vasthouden. Uiteindelijk strandde België op de zesde plaats, met 143 punten. Het was de beste Vlaamse prestatie aller tijden op het Eurovisiesongfestival en de beste Belgische prestatie sinds 2003, toen Urban Trad tweede werd. België kreeg eenmaal het maximum van twaalf punten, van winnaar Duitsland.

### Gekregen punten

#### Halve finale 1
| 12 punten                                        | 10 punten                                                 | 8 punten                                   | 7 punten | 6 punten   |
| ------------------------------------------------ | --------------------------------------------------------- | ------------------------------------------ | -------- | ---------- |
| - Polen - Malta - Portugal - IJsland - Duitsland | - Rusland - Slowakije - Finland - Griekenland - Frankrijk | - Estland - Letland - Wit-Rusland - Spanje | - Servië | - Moldavië |
| 5 punten                                         | 4 punten                                                  | 3 punten                                   | 2 punten | 1 punt     |
|                                                  | - Bosnië en Herzegovina - Albanië - Noord-Macedonië       |                                            |          |            |

#### Finale
| 12 punten                     | 10 punten                                                    | 8 punten              | 7 punten                             | 6 punten                            |
| ----------------------------- | ------------------------------------------------------------ | --------------------- | ------------------------------------ | ----------------------------------- |
| - Duitsland                   | - Ierland - IJsland - Denemarken - Slowakije - Polen - Malta |                       | - Frankrijk - Litouwen - Zwitserland | - Griekenland - Nederland - Finland |
| 5 punten                      | 4 punten                                                     | 3 punten              | 2 punten                             | 1 punt                              |
| - Rusland - Portugal - Servië | - Roemenië - Letland                                         | - Noorwegen - Estland | - Zweden                             | - Oekraïne                          |

### Punten gegeven door België

#### Halve finale 1
Punten gegeven in de eerste halve finale:
| 12 punten | IJsland     |
| 10 punten | Griekenland |
| 8 punten  | Albanië     |
| 7 punten  | Finland     |
| 6 punten  | Polen       |
| 5 punten  | Rusland     |
| 4 punten  | Portugal    |
| 3 punten  | Servië      |
| 2 punten  | Moldavië    |
| 1 punt    | Slowakije   |

#### Finale
Punten gegeven in de finale (met de winnaar in het vetgedrukt):
| 12 punten | Griekenland  |
| 10 punten | Duitsland    |
| 8 punten  | IJsland      |
| 7 punten  | Armenië      |
| 6 punten  | Turkije      |
| 5 punten  | Azerbeidzjan |
| 4 punten  | Georgië      |
| 3 punten  | Albanië      |
| 2 punten  | Denemarken   |
| 1 punt    | Spanje       |